# Michael Payne (Basketballspieler)
Michael Payne (* 2. März 1963 in Quincy (Illinois)) ist ein ehemaliger US-amerikanischer Basketballspieler.

## Laufbahn
Der 2,08 Meter messende Innenspieler war Mitglied der Basketballmannschaft der Quincy High School in seinem Heimatort. Mit Mittelwerten von 16,7 Punkten und 9,5 Rebounds in seinem letzten Schuljahr empfahl sich Payne für einen Wechsel in die NCAA. Später wurde er in die Sportruhmeshalle der Schule aufgenommen.
Payne nahm das Stipendiumsangebot der University of Iowa an, dort spielte und studierte er zwischen 1981 und 1985. In 117 Einsätzen erreichte er im Schnitt 9,6 Punkte und 7,3 Rebounds. In seinen ersten beiden Hochschulspieljahren kam er jeweils auf einen zweistelligen Punkteschnitt. Die Rechte an Payne gingen beim NBA-Draftverfahren 1985 an die Houston Rockets (dritte Auswahlrunde, 57. Stelle). Der Sprung in die NBA gelang ihm aber nicht.
Payne begann seine Laufbahn als Berufsbasketballspieler bei Cholet Basket in der zweiten Liga Frankreichs und gewann mit der Mannschaft den Meistertitel. Trainer in Cholet war sein Landsmann Tom Becker. Im September 1986 wurde Payne von den Houston Rockets mit einem Vertrag ausgestattet, im Folgemonat aber aus dem Aufgebot gestrichen. Er wechselte zum italienischen Erstligisten Corsatris Rieti, bei dem er 1986/87 unter Vertrag stand. Payne spielte auch in Griechenland als Profi.
1988/89 war er Spieler des deutschen Bundesligisten Bayer 04 Leverkusen, musste sich in dieser Saison mit den Rheinländern sowohl im Endspiel um den DBB-Pokal als auch in den Bundesliga-Endspielen Steiner Bayreuth beugen. Er nahm mit Leverkusen auch am Europapokalwettbewerb Korać-Cup teil. In der Saison 1989/90 erzielte er für AS Monaco in der ersten französischen Liga im Schnitt 15,7 Punkte und 9,1 Rebounds pro Einsatz. Anschließend spielte Payne in Australien, dort zog er sich eine Knieverletzung zu. Nachdem er sich von der Verletzung erholt hatte, erwischte es ihn kurz darauf am anderen Knie, Payne beendete daraufhin seine Laufbahn.